# Ponthieva vasquezii
Ponthieva vasquezii är en orkidéart som beskrevs av Dodson. Ponthieva vasquezii ingår i släktet Ponthieva och familjen orkidéer.
Artens utbredningsområde är Bolivia. Inga underarter finns listade i Catalogue of Life.